# Lucky, el intrépido
Lucky, el intrépido (en italiano: Agente speciale L.K.: Operazione Re Mida, en alemán: Lucky M. füllt alle Särge) es una coproducción  española, italiana y alemana dirigida por Jesús Franco y protagonizada por Ray Danton, de género espionaje. Fue la primera colaboración entre Franco y el compositor italiano Bruno Nicolai, que trabajaron juntos varias veces en los años siguientes.

## Reparto
- Ray Danton como  Lucky.
- Barbara Bold como  Brunehilde.
- Dante Posani como Michele.
- Dieter Eppler como  Hans.
- Marcelo Arroita-Jáuregui  como Gafas de Oro.
- María Luisa Ponte como  Madame Linda.
- Rosalba Neri como  Yaka.
- Beba Lončar como  Beba.
- Teresa Gimpera como Cleopatra.
- Jesús Franco como hombre en el tren.